# 細鱗黃姑魚
細鱗黃姑魚為輻鰭魚綱鱸形目鱸亞目石首魚科的其中一種，分布中西太平洋的澳洲北部及巴布亞紐幾內亞海域，體長可達65公分，棲息在沿海海域，可作為食用魚。